# Виборчий округ 56
Виборчий округ 56 — виборчий округ в Донецькій області, який внаслідок збройної агресії на сході України тимчасово перебуває під контролем терористичного угруповання «Донецька народна республіка», а тому вибори в ньому не проводяться. В сучасному вигляді був утворений 28 квітня 2012 постановою ЦВК № 82 (до цього моменту існувала інша система виборчих округів). Внаслідок подій 2014 року в цьому окрузі вибори були проведені лише один раз, а саме парламентські вибори 28 жовтня 2012. Станом на 2012 рік окружна виборча комісія цього округу розташовувалась в будівлі за адресою м. Макіївка, вул. Панченка, 1а.
До складу округу входять Кіровський, Червоногвардійський і Центрально-Міський райони міста Макіївка. Виборчий округ 56 межує з округом 45 на заході і на північному заході, з округом 55 на північному сході, на сході і на південному сході та з округом 42 на південному заході. Виборчий округ № 56 складається з виборчих дільниць під номерами 142078-142107, 142144-142184 та 142186-142226.

## Народні депутати від округу
| Ім'я                  | Фото | Партія          | Скликання | Дата набуття повноважень | Дата припинення повноважень |
| --------------------- | ---- | --------------- | --------- | ------------------------ | --------------------------- |
| Борт Віталій Петрович |      | Партія регіонів | 7-ме      | 12 грудня 2012           | 27 листопада 2014           |

## Результати виборів
Кандидати-мажоритарники:
- Борт Віталій Петрович (Партія регіонів)
- Молоков Денис Геннадійович (Комуністична партія України)
- Ткачук Лариса Віталіївна (УДАР)
- Наумов Олександр Олександрович (Батьківщина)
- Бакуліна Наталія Василівна (Народна партія)
- Поліванов Олег Олександрович (Україна — Вперед!)
- Новаковський Іван Сергійович (самовисування)